# غيلمار جوزيه دا سيلفا فيلهو
غيلمار جوزيه دا سيلفا فيلهو هو لاعب كرة قدم برازيلي في مركز الهجوم، ولد في 28 نوفمبر 1988 في ساو باولو في البرازيل. لعب مع نادي أتلتيكو هيرمان أيشينجار ونادي جوفنتودي ونادي كلنتن ونادي لاجيادينزي ونادي نوفو هامبورغو.

## وصلات خارجية
- غيلمار جوزيه دا سيلفا فيلهو على موقع قاعدة بيانات كرة القدم.إي يو (الإنجليزية)
- غيلمار جوزيه دا سيلفا فيلهو على موقع Soccerway.com (الإنجليزية)